# 西源寺 (小牧市)
西源寺（さいげんじ）は、愛知県小牧市にある真宗大谷派の寺院。山号は宝憧山。

## 概要
創建時期は不詳。創建当初は真言宗の寺であったが、関東から京都へ戻る途中だった親鸞の手伝いをした縁で浄土真宗に改宗したとされる。

## 境内
- 本堂

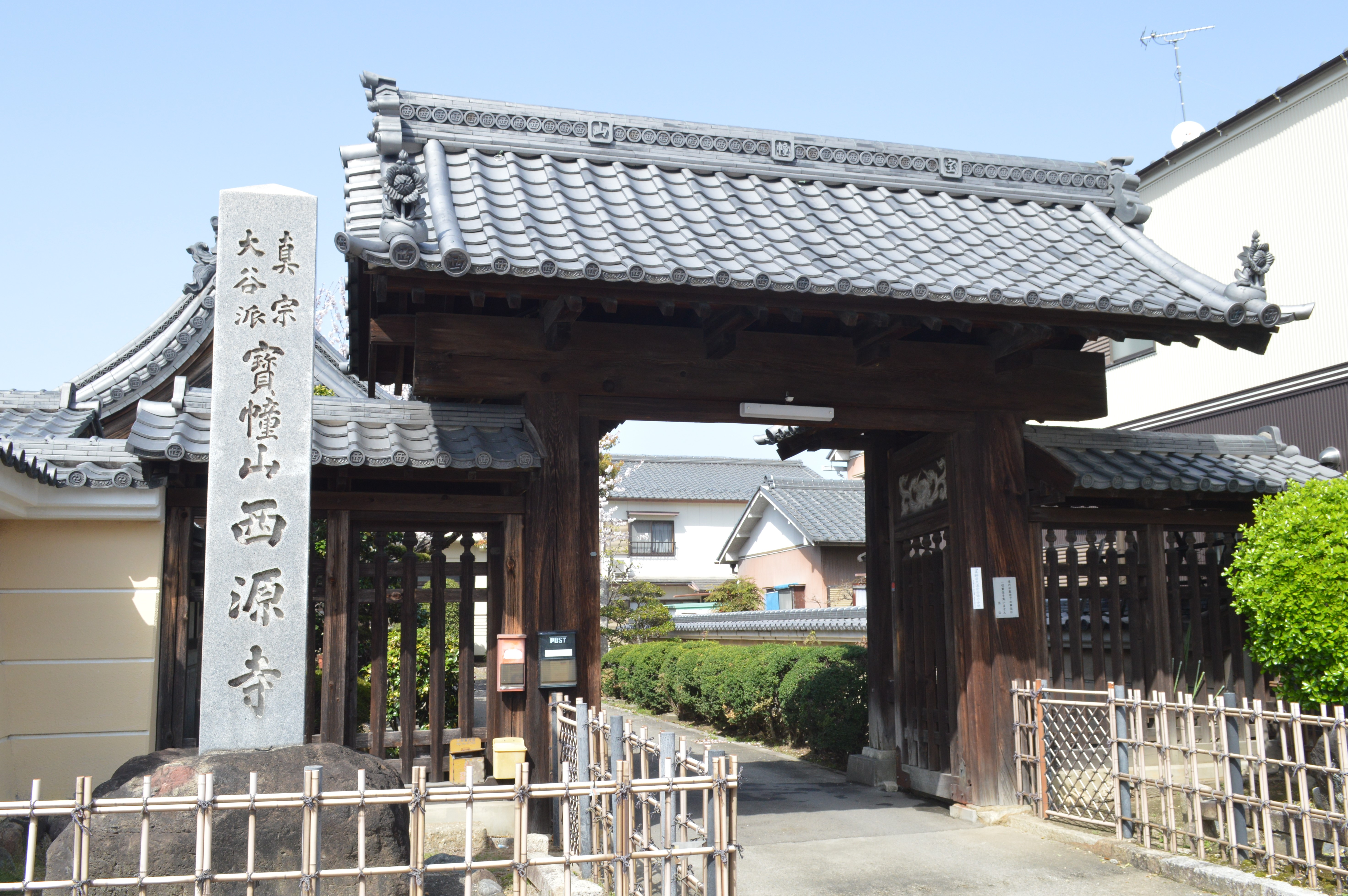
山門
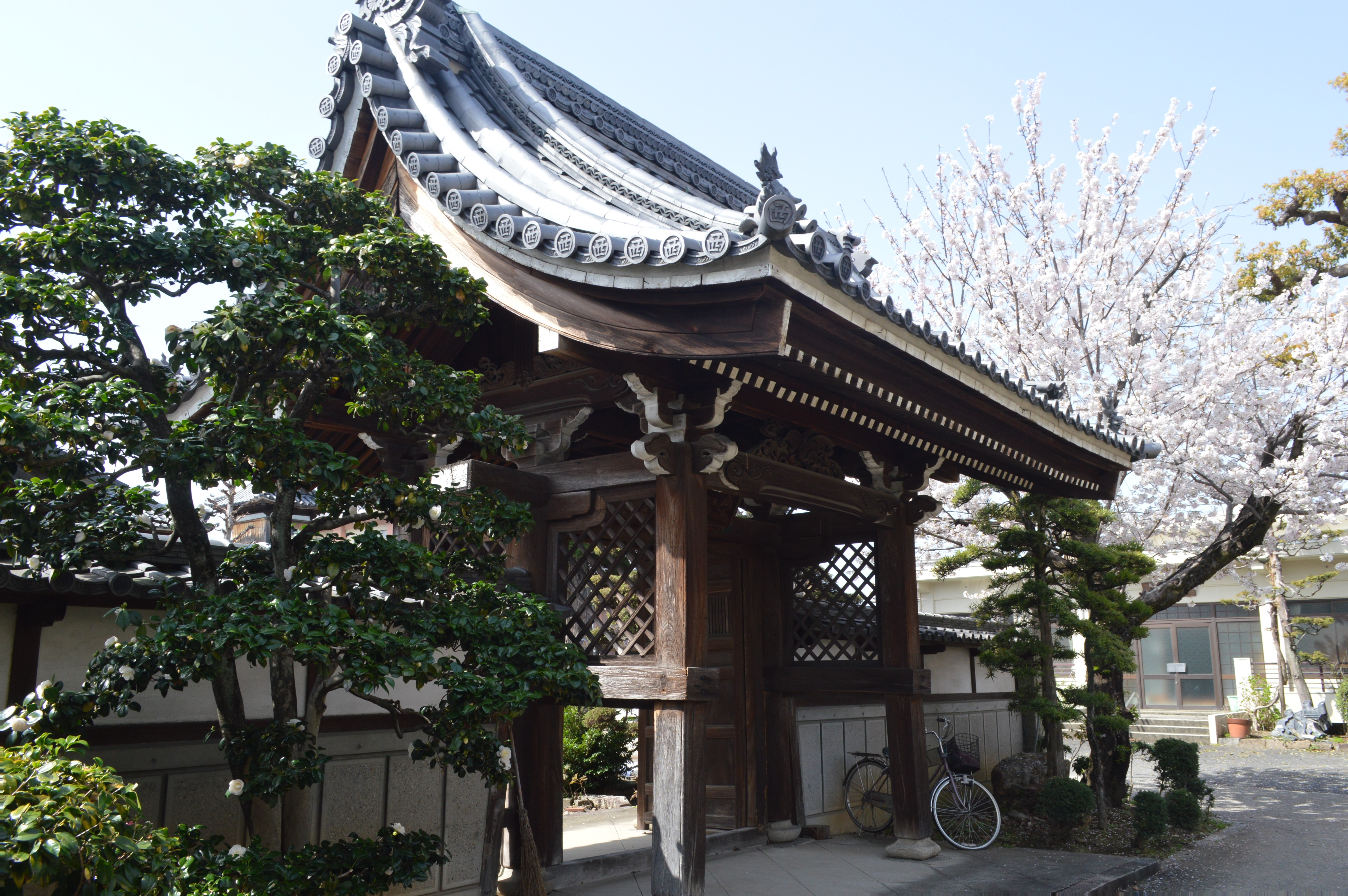
総門
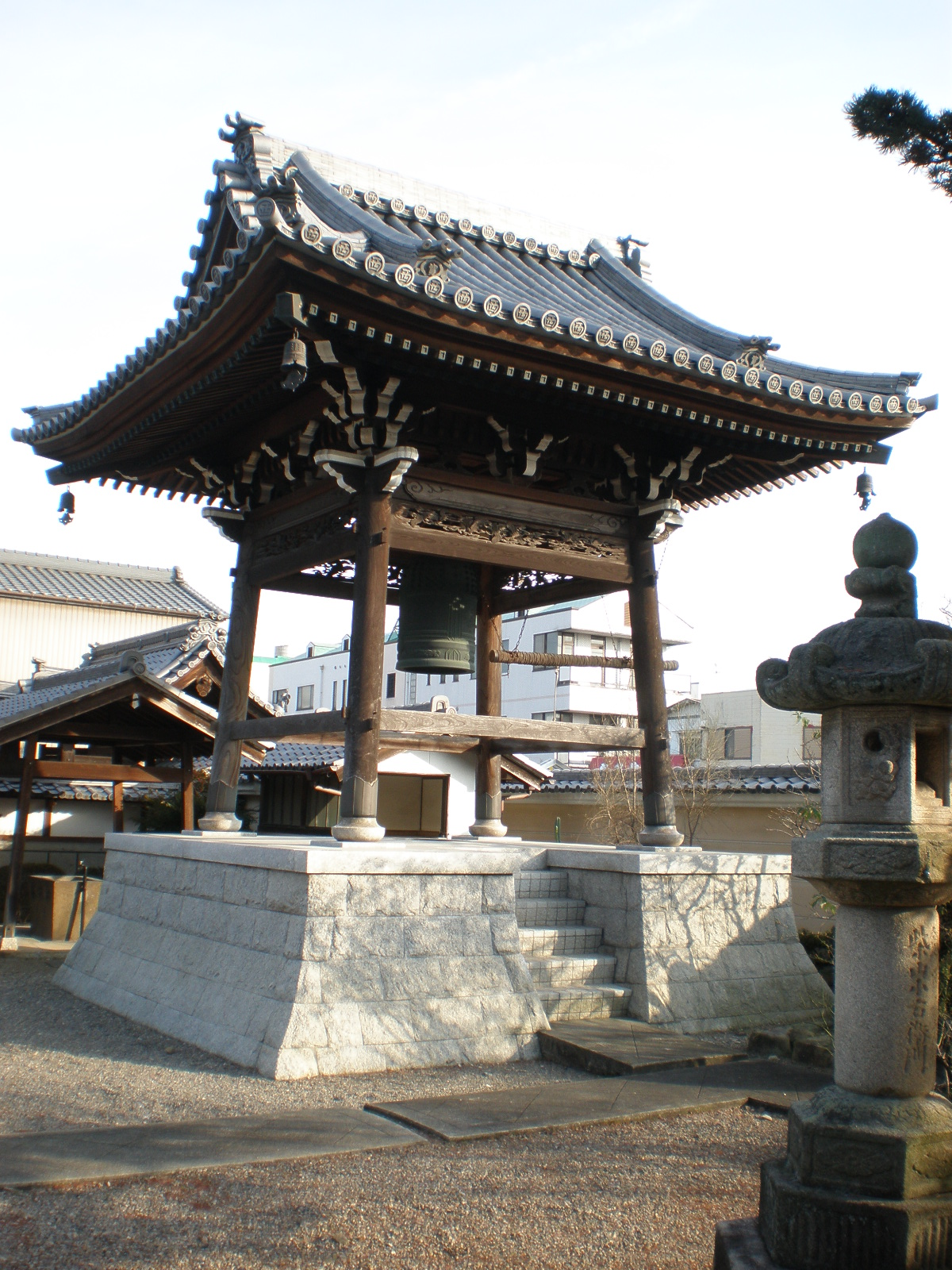
鐘楼
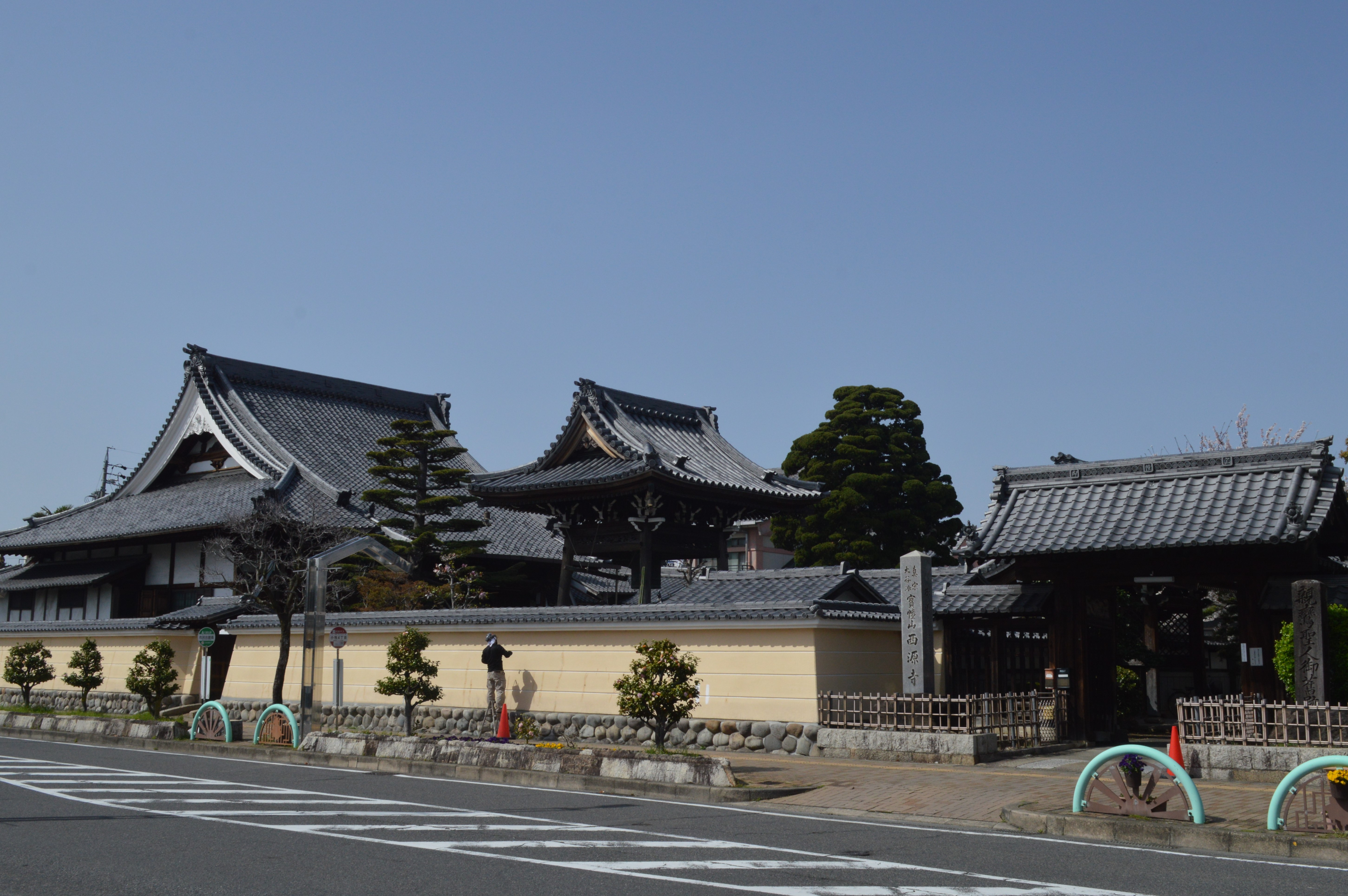
手水舎

- 山門
- 総門
- 鐘楼
- 境内

## 基礎情報
所在地
- 愛知県小牧市小牧3丁目102番地

交通アクセス
- 名鉄小牧線 小牧駅から徒歩で約5分。